# Eragrostis moggii
Eragrostis moggii är en gräsart som beskrevs av De Winter. Eragrostis moggii ingår i släktet kärleksgrässläktet, och familjen gräs. Inga underarter finns listade i Catalogue of Life.